# Alessandro Lotta
Alessandro Lotta (ur. 26 marca 1975 w Trieście we Włoszech) – włoski gitarzysta basowy.
W latach 1997–2001 grał z zespołem Rhapsody. Został do niego zaproszony przez Danielle'a Carboneę jako „jeden z bardziej zaawansowanych basistów w mieście”. Nagrał z nimi trzy płyty oraz grał na koncertach utwór Power of The Dragonflame. Pracował też jako basista na statkach MSC Orchestra Cruise Ship, pływając m.in. do Argentyny i Brazylii. Później grał też z różnymi artystami sceny muzycznej. Po jednej z takich tras z Sonata Arctica, klawiszowiec Mikko Härkin zaprosił Alexa do zespołu Wingdom grającego metal chrześcijański, który się wtedy tworzył, a w którym grał Mikko. Alex się zgodził i w 2006, po przyjeździe Alessandra do Finlandii i zaledwie miesiącu ciężkiej pracy, Wingdom nagrał płytę – Reality. Po odejściu z Wingdom Lotta nagrał też w 2009 płytę AOR Aphasia wraz z artystami takimi, jak James Christian (wokalista), Kee Marcello (gitarzysta Europe i K2), Doogie White (dawny wokalista Rainbow i Yngwie Malmsteen) czy James Thompson (saksofonista, znany ze współpracy z artystami takimi, jak Joe Cocker czy „Sugar” Zucchero Fornaciari). Wtedy to po raz pierwszy zastosował wymyśloną przez siebie kilka lat temu technikę gry na basie, coś między technikami sweep i slap. Jest ona również zaprezentowana na jego utworze Basstion of Layondyss, znajdującym się na profilu MyScape. Alex próbował również założyć swój własny zespół o nazwie Golden Age, lecz nie doszedł on do skutku.

## Instrumenty
Aktualnie Alessandro Lotta posiada kilka różnych gitar basowych:
- dwie czterostrunowe: amerykański Fender Jazz Bass i Ibanez SDGR1000 produkcji Japońskiej (dawno nieużywane)
- jedną pięciostrunową: Cort GB75
- trzy sześciostrunowe: lutniczy Wood&Tronics, lutniczy Aries oraz gitara używana z Rhapsody, modernizowana przez Alexa na przestrzeni lat (obecnie nieużywana ze względu na stan techniczny)

## Dyskografia
- Rhapsody – Emerald Sword (singiel) (1998)
- Rhapsody – Symphony of Enchanted Lands (1998)
- Rhapsody – Holy Thunderforce (singiel) (2000)
- Rhapsody – Dawn of Victory (2000)
- Rhapsody – Rain of a Thousand Flames (EP) (2001)
- Wingdom – Reality (2006)
- Tragedian – Dreamscape (2008) - występuje gościnnie w 2 utworach
- Alex Falcone – Aphasia (2009) - występuje gościnnie w 2 utworach